# KK Šibenik
Der KK Šibenik ist ein Basketballverein aus der gleichnamigen Stadt Šibenik, Kroatien.
KK steht für „Košarkaški klub“, zu deutsch „Basketballverein“.

## Vereinsgeschichte
Im Jahr 1980 stieg „KK Šibenik“ in die 1. Jugoslawische Liga auf und brachte in den Folgejahren bis 1989 die Rangordnung der Liga komplett durcheinander.
Siehe auch: Basketball in Kroatien

## Vereinsdaten
Trikotfarbe: orange
Fangesang: "ši-ši-šibenka" und „jug te voli šibenko“ („Der Süden liebt dich, Šibenko“).
Die Heimspiele werden in der Halle am Baldekin ausgetragen.

## Vereinserfolge
Meister Jugoslawien:
1982/83 wurde der Titel allerdings nachträglich aberkannt, wenige Tage nach Erhalt des Pokals und der Medaillen. Der Grund: Man sträubte sich gegen eine Wiederholung des „Kaiserspiels“ (bei Punktgleichheit und selber Korbdifferenz wurde eine Art Kaiserspiel zwischen den beiden Vereinen ausgetragen), welches man vor heimischem Publikum gewonnen hatte. Man spielte gegen KK Bosna und gewann nach Freiwürfen. Aus unerklärlichen Gründen wurde eine Beschwerde des Vereins KK Bosna eingereicht, die Freiwürfe seien nicht gerechtfertigt gewesen. Der Verband setzte ein neues Kaiserspiel fest, diesmal aber in Novi Sad, Serbien. Da man im erneuten Finale Schiebung befürchtete, wollte man nicht antreten. Im ersten Finale machte ein zukünftiger Weltstar auf sich aufmerksam, Dražen Petrović. Er verwandelte die entscheidenden Freiwürfe.
Nach dem offiziellen Regelwerk von William Jones vom internationalen Verband FIBA aus den Jahren 1970 bis 1979 wird ein Spiel mit dem Resultat gewertet, so wie es ausgegangen ist. Kein Organ kann im Nachhinein das Resultat anfechten oder verändern, bestes Beispiel dafür ist die Olympiade 1972. Somit gilt KK Šibenik offiziell als Meister im Jahre 1982/83.

## Internationale Erfolge
Finalist im Korać-Cup: 1981/82, 1982/83. Man verlor beide Finals jeweils gegen CSP Limoges durch umstrittene Schiedsrichterentscheidungen.

## Bekannte Spieler
- Dražen Petrović (aus der eigenen Jugend)
- Aleksandar Petrović

## Sonstiges
Der Verein hat einen kuriosen Weltrekord aufgestellt, nachdem er vor heimischem Publikum mit 18 Körben Unterschied gegen KK Partizan zurücklag, bei dem große Namen wie Vlade Divac, Paspalij, Đorđević und andere spielten, und man eine Serie von 21:0 bzw. 24:1 hinlegte und somit das Spiel drehte. Zu beachten ist dabei, dass damals noch mit nur zwei Halbzeiten gespielt wurde (nicht wie heute vier Viertel), auch wurde die Uhr nach jedem errungenen Korb nicht angehalten.